# イツオ・タカヤマ
イツオ・タカヤマ（Itsuo Takayama、1942年3月4日 - ）は、ブラジルの技術者、福音派の牧師、政治家。日本語では高山フェルナンドとして言及されることもある。

## 経歴
サンパウロのアニュマスに生まれたが、マットグロッソ州で育ち、1970年から1974年にかけてクイアバのマトグロッソ連邦大学で土木工学を学んだ。
1991年から1995年までを任期とする連邦議会下院議員の補欠者の資格を得て、1993年1月に議員となり、党籍移動に関わる収賄を理由とする決議 nº 54/93 によって12月に解職されるまで下院議員であった。解職時の所属は、社会民主党 (PSD)であった。2006年には、政界復帰を目指してマットグロッソ州でブラジル労働党 (PTB)から立候補したが、落選した。
牧師としては、1983年から、日系ブラジル人のための福音派の教会である「曰伯福音教会 / Igreja Evangélica Nipo-Brasileira」で活動している。技術者としては、クイアバにある「Igreja Evangélica da Assembleia de Deus」のグランデ・テンプロの建設に関わった。